# Catena Dziewulski
Catena Dziewulski - łańcuch kraterów na powierzchni Księżyca, o długości 80 km. Jego współrzędne selenograficzne to 19,0°N; 100,0°E.
Catenę nazwano od krateru Dziewulski, nazwa została zatwierdzona przez Międzynarodową Unię Astronomiczną w roku 1976.